# Куркули (Кемеровская область)
Куркули — деревня в Мариинском районе Кемеровской области. Входит в состав Лебяжьего сельского поселения.

## География
Центральная часть населённого пункта расположена на высоте 157 метров над уровнем моря.

## Население
По данным Всероссийской переписи населения 2010 года, в деревне Куркули проживает 110 человек (42 мужчины, 68 женщин).